# 科特罗府邸
科特罗府邸（Hôtel Cottereau）是法国图尔的一座历史建筑，开始修建于15世纪，1534年完工，建筑师为皮埃尔·芒斯纳埃，1926年列为法国历史古迹。
科特罗府邸位于三文具盒街（rue des Trois-Ecritoires）7号，属于当时图尔市长科特罗家族。